# Caso Vegas Pérez
El Caso Vegas Pérez es la investigación policial en torno al secuestro y asesinato de Carlos Vicente Vegas Pérez, de 13 años, ocurrida en Venezuela, el 22 de febrero de 1973. Ese día, Carlos Vicente Vegas Pérez, de 13 años, fue secuestrado en las cercanías de su casa, situada en una lujosa urbanización de Caracas. Aunque el rescate fue pagado oportunamente por los familiares del adolescente, su cadáver fue encontrado unos días más tarde, el 1 de marzo de 1973, en un barranco a las afueras de Caracas.
En el curso de las investigaciones se sospechó que el secuestro podría haber sido efectuado con la finalidad de saldar una deuda con narcotraficantes colombianos. El equipo de la Policía Técnica Judicial, encabezado por el comisario Fermín Mármol León, imputó como sospechosos a Omar Cano Lugo (alias el Chino), Gonzalo Rafael Cappecci (alias Fafa), José Luis Branger Quiroba (alias Caramelito Branger), Javier Paredes, Alfredo Luis Parilli Pietri, Julio Morales, Diego Rísquez y Rolando Peña. 
Otros interrogados que no llegaron a ser imputados fueron Nicomedes Zuloaga, Orietta Cabrices y el hermano mayor de la víctima, Federico Vegas Pérez. 
Los imputados fueron detenidos inmediatamente, pero liberados más tarde, en lo que se dice sin comprobación alguna que fue uno de los casos representativos de la corrupción policial y de la impunidad del poder en Venezuela, particularmente del poder económico, en la visión del criminólogo Fermín Mármol León, quien escribiría con posterioridad su libro Cuatro Crímenes Cuatro Poderes sobre las dificultades que tuvo que enfrentar durante la investigación criminalística. Se encuentra entre los interrogados el hermano mayor de la víctima, quien no pudo aclarar el panorama de los hechos. El Caso Vegas Pérez recibió una cobertura sin precedentes en Venezuela por parte de la prensa, la radio y la televisión.

## Secuestro y asesinato
Nacido en 1959, Carlos Vicente Vegas Pérez era hijo de Trina Pérez Machado y Martín Vegas Pacheco, un renombrado profesor y arquitecto, autor de la Torre Polar de Caracas y miembro de la Comisión de Urbanismo a cuyo cargo estuvo la modernización urbanística de la capital venezolana durante la dictadura de Marcos Pérez Jiménez. Su hermano mayor Federico Vegas  es un reconocido arquitecto y escritor.
Carlos Vicente fue visto con vida por última vez el 22 de febrero de 1973 en los predios de su casa, en el sector denominado Lomas del Mirador. Se especuló que incluso podría haber aceptado voluntariamente un aventón hacia al lugar donde se dirigía. El rescate fue pagado por su familia el 26 de febrero tal como lo pedían los secuestradores. El dinero había sido previamente fotografiado por la Policía Judicial. El cadáver del niño fue encontrado el 1 de marzo de 1973, en la Cortada del Guayabo un barranco cerca de la Autopista Coche-Las Tejerías, en las afueras de Caracas. Un portavoz del gobierno expresó que no se iban a escatimar esfuerzos para encontrar a los asesinos. Se declaró una emergencia nacional.

## Investigación y detenciones
La investigación demostró que el niño ya había sido asesinado para el momento en que el rescate fue pagado. El niño tenía el cráneo fracturado y lesiones de golpes en el cuerpo. Se supuso que las lesiones las provocó la caída en el barranco una vez muerto el niño. Podría haber muerto asfixiado al estar encadenado en la maleta del auto el mismo día del secuestro. El 6 de marzo fueron detenidos algunos de los supuestos secuestradores pertenecientes a las llamadas «patotas del este», es decir, de los barrios ricos.
El Caso Vegas Pérez recibió una cobertura sin precedentes en Venezuela por parte de la prensa, la radio y la televisión. Cada vez que José Luis «Caramelito Branger» entraba o salía de los tribunales una turba de fanes enloquecía a su alrededor para tocarlo y besarlo al pasar.
En el curso de las investigaciones se sospechó que el secuestro podría tener la finalidad de saldar una deuda con narcotraficantes colombianos.
Funcionarios venezolanos viajaron a Colombia para investigar el tema del tráfico de estupefacientes relativo al caso. El equipo de la Policía Técnica Judicial, encabezado por el comisario Fermín Mármol León, no detuvo ni acusó a nadie, el Juez Cumare Nava pidió el expediente y dictó autos de detención a Omar Cano Lugo (alias el Chino) como autor material del asesinato, a Alfredo Parilli Pietri (pariente de la primera dama Alicia Pietri de Caldera) como autor intelectual del secuestro y a Gonzalo Rafael Cappecci (alias Fafa), José Luis Branger Quiroba (alias Caramelito Branger), Julio Morales, Javier Paredes Paredes y Diego Rísquez, jóvenes entre 18 y 24 años, por el secuestro, encubrimiento y complicidad en el homicidio, todos pertenecientes a familias ilustres y de renombrado apellido de la clase alta caraqueña.

## Anulación de la causa y liberación de los implicados
En enero de 1974, la Corte Superior II o Juzgado II Penal revocó todos los autos de detención «debido a fallas sustanciales en la instrucción y sustentación del proceso» y a que no había suficientes pruebas para sustentar las acusaciones. Cierta declaración del comisario Fermín Mármol León fue considerada por los tribunales como una violación del secreto sumarial, lo que llevó, junto a la debilidad de las pruebas, a que las causas penales fueran revocadas en enero de 1974. Un grupo de reporteros abordó al comisario Fermín Mármol León, hombre clave en las investigaciones, para requerir su opinión en torno a la decisión de Cumare Nava. Fermín Mármol León declaró que compartía las decisiones y en particular la que afectaba al “Chino” Cano. De inmediato los padres de los jóvenes detenidos interpusieron una demanda al comisario, a través de sus abogados, por violación del secreto sumarial. Fermín Mármol León fue citado por el juez y se le ordenó presentarse al término de la distancia, de lo contrario sería arrestado por desacato. Luego de recriminarle duramente, el juez le ordenó que no se pesquisara nada sin su expreso conocimiento y consentimiento. El equipo de detectives liderado por Fermín Mármol León fue así marginado de las investigaciones.
El magistrado Meléndez Hurtado votó en contra por considerar que en el expediente había suficientes indicios como para confirmar los autos de detención. Cano y Capecci, los únicos que no pertenecían a familias poderosas, permanecieron presos por tenencia de estupefacientes pero no por el secuestro. Los demás imputados salieron, «sospechosamente» en libertad. El crimen permanece impune.
Los imputados José Luis "Caramelo" Branger, Javier Paredes, Julio Morales, Diego Rísquez Cupello y Gonzalo Rafael Capecchi permanecieron recluidos en el Retén de Catia por menos de 7 meses hasta que sus familias acordaron la exoneración de los cargos; a excepción de Omar "Chino" Cano Lugo, cuyos allegados no tenían suficiente poder monetario.
El más tarde Ministro de Justicia  Fermín Mármol León, protagonista en las investigaciones narró el caso en su obra «Cuatro Crímenes Cuatro Poderes», en el año 1978. La mayoría de los testigos involucrados en el caso se accidentaron de alguna manera. Algunos de los implicados en el caso de tráfico de drogas y asesinato fueron absueltos totalmente, aun cuando las pruebas encontradas les inculpaban directamente.
Este caso estuvo plagado de irregularidades, sobre todo por tratarse de una época muy convulsiva en la historia de Venezuela, donde los jóvenes se rebelaron contra las injusticias del sistema imperante, motivados por la contracultura del poder joven y la rebeldía del Mayo Francés de 1968. 
Años después Diego Rísquez se convirtió en un conocido cineasta. 

## Caso Vegas Pérez en el cine
La historia fue llevada al cine, con el título de «Cangrejo», en 1982, bajo la dirección de Román Chalbaud. En la película, el investigador cree que los secuestradores conocían al niño y pronto comienza a sospechar de personas pertenecientes a familias adineradas de Caracas. Además, como los secuestradores estaban pidiendo casualmente el mismo precio de un kilo de cocaína, especula que el secuestro se debe a un problema de drogas de gente adinerada, ya que «en el Este los pavos se dan con eso. No en los barrios, porque es caro. ¡Bs. 200 el gramo!». Cuando aparece el cuerpo del niño, el protagonista deduce que el niño murió asfixiado accidentalmente en la maletera del carro en que lo habían secuestrado. Decide detener a los culpables a sabiendas de que algunos de ellos pertenecen a familias poderosas de la ciudad. Finalmente, los culpables son exonerados por un sistema corrupto al cual sirve de chivo expiatorio el menos influyente y pudiente de todos los involucrados. En la película el presidente se apresuró a prometer la captura de los criminales. La película fue un enorme éxito de taquilla y crítica. También aparecieron documentales sobre el tema.

## Destino de Alfredo Luis Parilli Pietri
El 22 de febrero de 1973, Alfredo Luis Parilli Pietri fue exonerado de los cargos por el secuestro y homicidio de Carlos Vicente Vegas Pérez. Su vida cambió poco, pues siguió siendo traficante de drogas. El 30 de octubre de 2009, 36 años después de los hechos, Parilli Pietri fue capturado cuando transportaba marihuana, en Los Palos Grandes en Caracas y posteriormente, condenado a 9 años de prisión en el Internado Judicial de Los Teques por tráfico y ocultamiento de drogas. Durante la madrugada del sábado 27 de agosto de 2011, Parilli Pietri falleció en el área de emergencias del hospital Victorino Santaella, donde presuntamente no había médicos para atender la descompensación que presentó a causa de una Hepatitis C.